# Zelená míle
Zelená míle (orig. The Green Mile) je známý román amerického spisovatele Stephena Kinga z roku 1996. V roce 1999 podle něj režisér Frank Darabont natočil úspěšný stejnojmenný film s Tomem Hanksem a Michaelem Clarkem Duncanem v hlavních rolích.

## Děj
Starý muž Paul Edgecomb žije v pečovatelském domě a sepisuje příběh, který se odehrál v jeho mládí. V roce 1932 v Louisianě, mladý Paul pracuje jako dozorce ve vězení pro těžké zločince, kteří jsou odsud posíláni na smrt. Paul není jen "zaměstnancem", ale bystrým pozorovatelem, který citlivě vnímá rázovité postavy těžkých zločinců i jejich osudy. Setkává se například s černým obrem Johnem, který má ruce jako lopaty a je obviněn z vraždy dvou dětí. Nemůže uvěřit, že člověk, který se bojí spát potmě, by byl schopen tak hrůzného činu. Je tu také hluboce věřící Arlen a bláznivý psychopat zvaný Divoký Bill. Samotná Zelená míle je hrůzostrašná chodba natřená na zeleno, která vede do místnosti s elektrickým křeslem.